# República Centroafricana en los Juegos Olímpicos de Seúl 1988
La República Centroafricana participó en los Juegos Olímpicos de Seúl 1988 en Corea del Sur. El Comité Olímpico de la República Centroafricana envió a un total de quince atletas (solo hombres) a los Juegos en Seúl, para competir en tres disciplinas deportivas.

## Atletas
La siguiente tabla muestra el número de atletas en cada disciplina:
| Deporte    | Hombres | Mujeres | Total |
| ---------- | ------- | ------- | ----- |
| Atletismo  | 1       | 0       | 1     |
| Baloncesto | 12      | 0       | 12    |
| Boxeo      | 2       | 0       | 2     |
| Total      | 15      | 0       | 15    |

## Atletismo
- Adolphe Ambowodé - maratón - puesto: 42[2]

## Baloncesto
- Puesto: 10. Miembros del equipo:[3]
  - Richard Bella
  - Christian Gombe
  - Aubin-Thierry Goporo
  - Frédéricque Goporo
  - Bruno-Nazaire Kongaouin
  - Jean-Pierre Kotta
  - Anicet-Richard Lavodrama
  - Guy M'Bongo
  - François Naoueyama
  - Joseph-Dieudonné Ouagon
  - Sanda Bouba Oumarou
  - Eugène Pehoua-Pelema

## Boxeo
- Fidèle Mohinga - peso semimediano - puesto: 17[4]
- Moussa Wiawindi - peso ligeromediano - puesto: 32[4]